# Coryn Labecki
Coryn Labecki (geboortenaam: Rivera) (Garden Grove, 26 augustus 1992) is een Amerikaans voormalig wielrenster.

## Biografie
Rivera begon haar carrière in de cyclocross. Ze werd in de jeugdcategorieën drie maal nationaal kampioen, zowel bij de nieuwelingen (2007, 2008), als bij de junioren (2009). Later koos ze uitsluitend voor de weg.
In 2014 begon ze haar professionele wegcarrière bij het Amerikaanse UnitedHealthcare Women's Team. In 2016 won ze onder andere twee etappes en het eindklassement in de Joe Martin Stage Race. In 2017 maakte ze de overstap naar de Nederlandse wielerploeg Team Sunweb. Ze won in het voorjaar de Trofeo Alfredo Binda en de Ronde van Vlaanderen en werd tweede in de Tour de Yorkshire. In juli won ze de Prudential RideLondon Classique en in september won ze met Sunweb het wereldkampioenschap ploegentijdrijden in het Noorse Bergen.

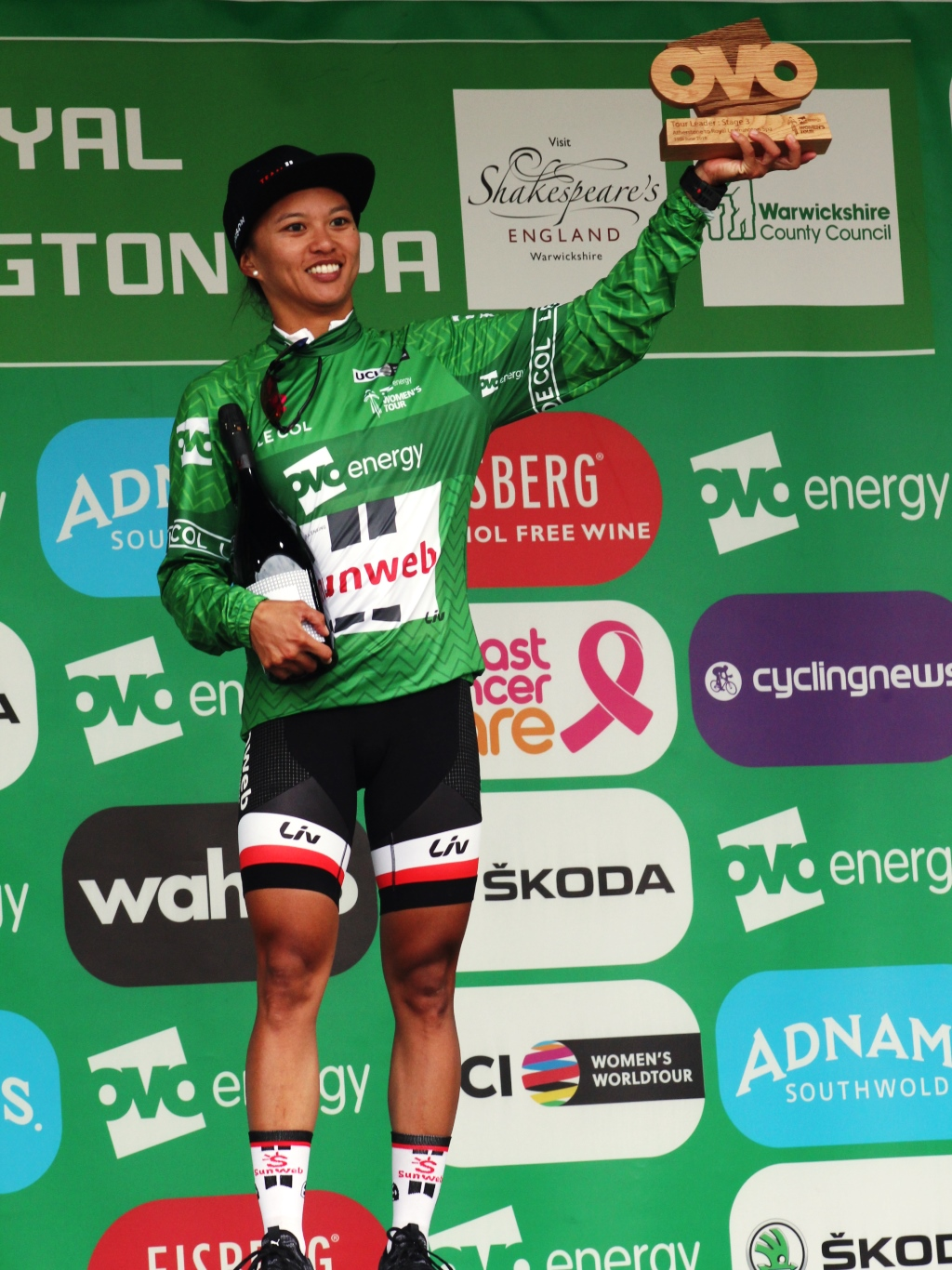
Eindwinnares OVO Energy Women's Tour

In 2018 won ze de een etappe en het eindklassement van de OVO Energy Women's Tour en werd ze nationaal kampioene op de weg, na drie zilveren medailles op rij. In 2019 won ze twee etappes en het puntenklassement van de Lotto Belgium Tour.
Op 11 juli 2021 won ze de slotrit van de Ronde van Italië. Op 25 juli 2021 nam ze namens de Verenigde Staten deel aan de Olympische Zomerspelen 2020 in Tokio; ze werd zevende in de wegwedstrijd in de achtervolgende groep op een minuut en 46 seconden achter winnares Anna Kiesenhofer.

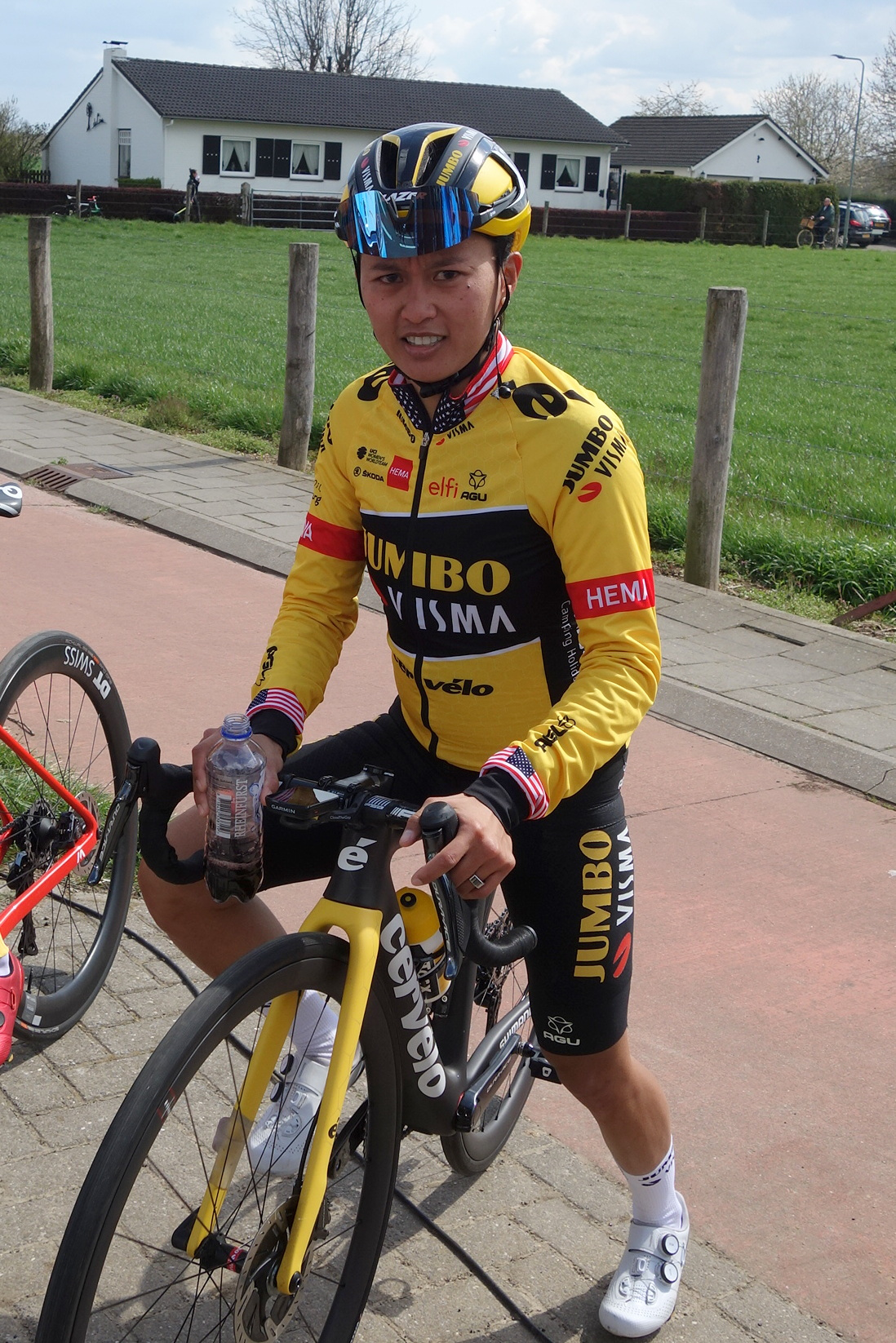
Labecki na de Amstel Gold Race 2022.

In 2022 en 2023 reed Labecki voor het Nederlandse Team Jumbo-Visma. Met deze ploeg won ze de openingsploegentijdrit van de Ronde van Spanje 2023. In dat jaar won ze het Amerikaans criterium kampioenschap en werd ze tweede in het nationaal kampioenschap op de weg.

### Persoonlijk
Coryn Rivera trouwde op 3 oktober 2021 met Nate Labecki en draagt sindsdien zijn naam.

## Palmares
2011 - 1 zege
- 1e etappe Ronde van de Limousin

2015 - 2 zeges
- Amerikaans kampioenschap op de weg
- 3e etappe Joe Martin Stage Race
- 5e etappe Ronde van Thüringen

2016 - 5 zeges
- Amerikaans kampioenschap op de weg
- 1e etappe Ronde van San Luis
- Eindklassement Joe Martin Stage Race
  -  Puntenklassement Joe Martin Stage Race
  - 2e en 3e etappe Joe Martin Stage Race
- 7e etappe Ronde van Thüringen

2017 - 6 zeges
- WK ploegentijdrit in Bergen
- Amerikaans kampioenschap op de weg
- Trofeo Alfredo Binda (WWT)
- Ronde van Vlaanderen (WWT)
- Ridderronde Maastricht
- 3e etappe Ronde van Californië (WWT)
- Prudential RideLondon Classique (WWT)

2018 - 5 zeges
- Amerikaans kampioene op de weg
- Eindklassement OVO Energy Women's Tour (WWT)
  -  Sprintklassement OVO Energy Women's Tour
  - 2e etappe OVO Energy Women's Tour
- Puntenklassement Ronde van Thüringen
  - 1e en 3e etappe Ronde van Thüringen

2019 - 2 zeges
- Amerikaans kampioenschap op de weg
- Puntenklassement Lotto Belgium Tour
  - 3e en 4e etappe Lotto Belgium Tour

2021 - 1 zege
- Amerikaans kampioenschap op de weg
- 10e etappe Ronde van Italië

2023 - 2 zeges
- 1e etappe (TTT) Ronde van Spanje
- Amerikaans criterium kampioenschap
- Amerikaans kampioenschap op de weg

### Uitslagen in voornaamste wedstrijden
| Jaar | Ronde van Italië | Ronde van Frankrijk | Ronde van Spanje |
| ---- | ---------------- | ------------------- | ---------------- |
| 2014 | 97e              |                     |                  |
| 2015 |                  |                     |                  |
| 2016 |                  |                     |                  |
| 2017 | 46e              |                     | ↑                |
| 2018 |                  |                     | ↑                |
| 2019 |                  |                     |                  |
| 2020 | 46e              |                     |                  |
| 2021 | 25e (1)          |                     | opgave           |
| 2022 |                  |                     |                  |
| 2023 |                  | 103e                | 112e             |
| 2024 |                  |                     |                  |

| Jaar | Gent-Wevelgem | Ronde van Vlaanderen | Parijs-Roubaix | Amstel Gold Race | Waalse Pijl | Trofeo Alfredo Binda | Brabantse Pijl |  | WK op de weg |
| ---- | ------------- | -------------------- | -------------- | ---------------- | ----------- | -------------------- | -------------- |  | ------------ |
| 2014 |               |                      |                |                  |             |                      |                |  |              |
| 2015 |               |                      |                |                  |             |                      |                |  | 39e          |
| 2016 | 41e           | 16e                  |                |                  |             | 11e                  | 13e            |  | 16e          |
| 2017 | ↑             | ↑                    |                | 6e               | 7e          | ↑                    |                |  | 18e          |
| 2018 | 69e           | 34e                  |                | 60e              | opgave      | 15e                  |                |  | 31e          |
| 2019 | 23e           | opgave               |                |                  |             | 8e                   | ↑              |  | 10e          |
| 2020 | 67e           | 45e                  |                |                  |             |                      | 20e            |  | 37e          |
| 2021 |               |                      |                | 26e              | 40e         |                      | 38e            |  | 10e          |
| 2022 | 39e           | 73e                  | 24e            | 9e               |             | 6e                   |                |  |              |
| 2023 | opgave        | 64e                  | 79e            | opgave           |             | 41e                  |                |  | opgave       |
| 2024 | 64e           | opgave               | 81e            |                  |             | opgave               | 85e            |  |              |

### Resultaten in overige rondes
| Jaar | Wielerweek van Valencia | Ronde van Californië | Festival Elsy Jacobs | RideLondon Classique | The Women's Tour | Ronde van Thüringen | Ronde van Scandinavië | Simac Ladies Tour | Lotto Belgium Tour |
| ---- | ----------------------- | -------------------- | -------------------- | -------------------- | ---------------- | ------------------- | --------------------- | ----------------- | ------------------ |
| 2014 |                         |                      |                      |                      |                  |                     |                       |                   |                    |
| 2015 |                         |                      |                      |                      | opgave           | 21e (1)             |                       | 13e               |                    |
| 2016 |                         | 9e                   |                      |                      |                  | 10e (1)             |                       |                   |                    |
| 2017 |                         | 6e (1)               |                      |                      |                  |                     |                       |                   | 6e                 |
| 2018 |                         | 45e                  |                      |                      | ↑ (1)            | 4e (2)              | ↑                     |                   |                    |
| 2019 | 46e                     | 30e                  |                      |                      | 25e              | 15e                 | ↑                     |                   | 4e (2)             |
| 2020 |                         |                      |                      |                      |                  |                     |                       |                   |                    |
| 2021 |                         |                      | 45e                  |                      |                  |                     | 41e                   |                   |                    |
| 2022 |                         |                      |                      | 14e                  | 34e              |                     |                       |                   |                    |
| 2023 | 62e                     |                      |                      |                      |                  |                     |                       |                   |                    |
| 2024 | 87e                     |                      |                      |                      |                  |                     |                       |                   |                    |

## Ploegen
- 2014 –  UnitedHealthcare
- 2015 –  UnitedHealthcare
- 2016 –  UnitedHealthcare
- 2017 –  Team Sunweb
- 2018 –  Team Sunweb
- 2019 –  Team Sunweb
- 2020 –  Team Sunweb
- 2021 –  Team DSM
- 2022 –  Jumbo-Visma
- 2023 –  Jumbo-Visma
- 2024 –  EF-Oatly-Cannondale[a]

Brand · Kirchmann · Labous · Lippert · Mackaij · Rivera · Slik · Soek · Stultiens · Van Dijk · Weaver
Brand · Kirchmann · Labous · Lippert · Mackaij · Mathiesen · Rivera · Soek · Van Dijk · Winder
Andersen · Brand · Ensing · Georgi · Kirchmann · Labous · Lippert · Mackaij · Mathiesen · Rivera · Soek
Andersen · Georgi · Henderson · Jackson · Kirchmann · Koch · Labous · Lippert · Mackaij · Mathiesen · Olausson · Rivera · Soek · Wiebes
Andersen · Georgi · Jastrab · Kirchmann · Koch · Labous · Lippert · Mackaij · Olausson · Peperkamp · Rivera · Soek · Wiebes
Achtereekte · Beekhuis · van den Bos · Henderson · Kasper · Koster · Kraak · Labecki · Markus · Riedmann · Rüegg · Soet · Swinkels · Vos
Achtereekte · van Agt · Beekhuis · Cadzow · van Empel · Henderson · Kraak · Labecki · Markus · Oudeman · Reijnhout · Riedmann · Rüegg · Swinkels · Veenhoven · Vos
Armitage · Borghesi · Cadzow · Emond · Ewers · Faulkner   · Henttala · Jackson · Kakita (vanaf 31/7) · Kessler · Knaven (vanaf 24/6) · Koppenburg · Labecki · Quinn · Rüegg · Stannard · Vallieres